# Xestia orthosioides
Xestia orthosioides är en fjärilsart som beskrevs av Charles Boursin 1963. Xestia orthosioides ingår i släktet Xestia och familjen nattflyn. Inga underarter finns listade i Catalogue of Life.